# Idiocnemis australis
Idiocnemis australis är en trollsländeart som beskrevs av Gassmann 1999. Idiocnemis australis ingår i släktet Idiocnemis och familjen flodflicksländor. Inga underarter finns listade i Catalogue of Life.